# Радичів
Ра́дичів — село в Україні, у Понорницькій селищній громаді Новгород-Сіверського району Чернігівської області. Розташоване на березі Десни. Населення становить 440 осіб.

## Географія

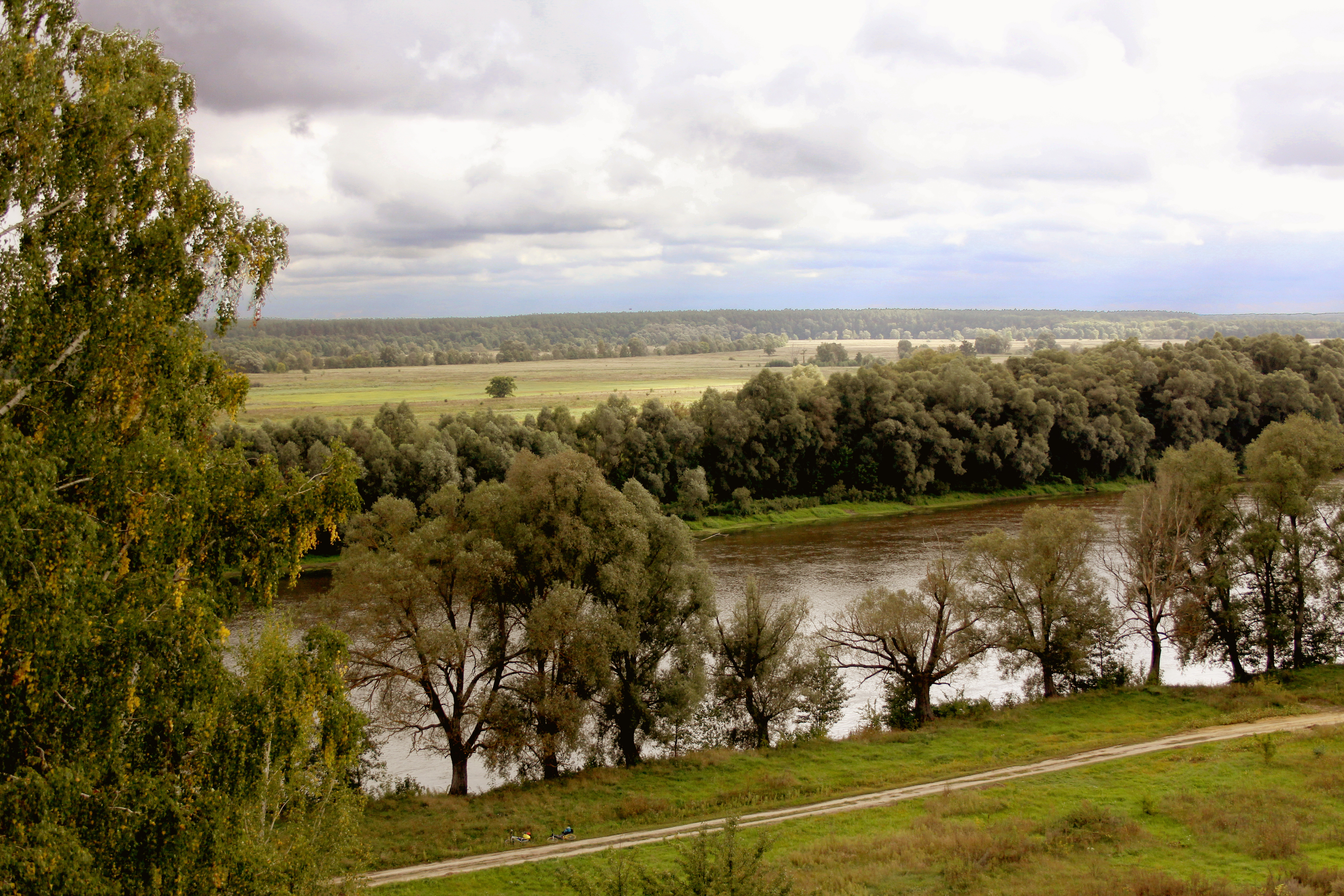
Берег Десни в районі села

Село розташоване на березі річки Десна. В Радичеві, як і у сусідніх Свердловці та Мезині працює пором — платформа на понтонах, яка переправляє місцевих мешканців, корів, коней і трактори на лівий низинний берег Десни — до заплавних луків, до покосів та пасовищ.
За 4,5 км на південний схід знаходиться заплавне озеро Борове.

## Символіка
Герб села розділений на 4 поля. В першому полі зображений мамут, що символізує Мезинський археологічний науково-дослідний музей імені В. Є. Куриленка. В другому полі зображені основні природні пам'ятки села - Пузиреву гору і озеро у формі підкови. У третьому полі символічно зображений паром через Десну. В четвертому полі - два молотки і ковадло зображають колишнє поселення німецьких колоністів (поле в кольорах німецького прапору, займалися ремеслами а не сільським господарством). По центру а червоному щиті літера «Р» виконана в старослов'янському стилі, що символізує городища часів Київської Русі.

## Історія
На північ від села знаходилося давньоруське місто Радичів, Мізинська стоянка. Також 2 поселення Юхновської культури, поселення перших століть н. е. і сіверянське. Поблизу села — 4 городища і кургани періоду Київської Русі.

### Поселення німецьких колоністів в Радичеві
Крім козацької і казенної общин, були поселені в село німці, які в Німеччині були не згодні з релігійною політикою. Це особливий протестантський рух у Німеччині та Австрії — гуттерівське братство (Die Hutterer), засновником якого був Якоб Гуттер.
Спочатку колоністи оселися навпроти лівобережного села Райгородок. Вони  мешкали у великих хатах-гуртожитках, дотримуючись суворих начал свого братства щодо спільного майна, наче у християн перших років церкви. Катерина ІІ вирішила побачити процвітаюче братство гуттеритів на берегах Десни у Вишеньках, й запланувала там зупинку під час подорожі до Києва, до Криму в 1787 р. Тож граф Румянцев-Задунайський збудував у Вишеньках до приїзду Катерини ІІ кам’яний палац літерою Е в плані. 
Райське життя колоністів затьмарив нащадок графа Румянцева, який мріяв перетворити вільних, мандрівних німців ремісників у кріпаків. Гуттерити скористалися жалуваною грамотою імператора Павла І від 8 жовтня 1800 р. з надання кожній родині колоністів 65 десятин землі у вічне володіння й перебралися з дозволу імператора Олександра І у 1801 р. вище на 12 верст по Десні за Радичівські гори. Німці поселились біля Десни де зараз вулиця Немещина. Їм держава виділила землю, луки, ліси, щоб вони не пізніше сорока років прийняли підданство. Земля їм була виділена в різних місцях. Частина була за Десною над озером Хотинь.
Німецька община переїхала в Радичів з Вишеньок — 44 родини. З них 99 чоловіків і 103 жінки. Їхній общинний двір був заснований на землі, що була під церковною управою. Двір мав форму квадрата розміром 150 м. На території двору були майстерні. Їхнє братство займалось рільництвом, розширенням фруктових садів, вирощуванням шовковиці. Вони займались гончарством і продавали багато глазурованого посуду. У німців були ремесла: дубління шкір, слюсарство, столярство, токарне ремесло, кузня, виробництво капелюхів і ткацтво. Вони виробляли тонке лляне полотно, яке не поступалося голландському, і продавали по рублю і 10 копійок за аршин. Німці залучили до обробки наданої ним бідної орної казенної землі найманих робітників, бо самі займалися тільки ремісництвом. 
Російський уряд з Петербургу надавав їм підтримку, бо був зацікавлений в тому, щоб більше німців оселилося в Російській імперії. Німцям треба було більше землі, але в Радичеві не було більше земель в розпорядженні уряду. В їхньому братстві поступово почалися сварки, а також сталося велике лихо. Улітку 1817 року загорілася німецька кузня і через велику спеку та вітер згоріло більшість будівель німецької общини, а також і церква.
Дерев'яна церква була побудована в 1770 році біля Десни на тій вулиці, де жили німці. Церква простояла 47 років. Німецька кузня знаходилася недалеко від церкви. В той день дув сильний вітер в сторону церкви, і вона загорілася. Люди були на полі і гасити пожежу не вистачило сил. Церква згоріла повністю.
Через цей випадок радичівські общини села були невдоволені тим, що німці були винні у виникненні пожежі. Тому німці погодились допомогти в будівництві нової церкви. Вони наробили цегли, щоб повністю вистачило для побудови храму. Але для його будівництва потрібно було багато коштів. Тому громада вирішила відправити добровольців для збору пожертв серед людей інших сіл. З їх допомогою необхідна сума коштів була зібрана.
Тоді було домовлено з підрядником міста Глухів про будівництво церкви. Той підрядник з допомогою людей із Радичева зробив церкву за договором за 1600 рублів. Для того, щоб можна було уявити величину цієї суми, для порівняння: хата на той час коштувала сто рублів. Церква була зроблена дуже гарна. Всередині вона була розмальована художником в такому стилі, як Володимирський собор у Києві.
У 1818 році в німецькій общині відбувся розкол і 6 родин виїхали.
Німецька колонія мала 775 десятин землі, але лише третина була орною. На кожного німця припадало по 15 десятин і вони вважали, що їм цього недостатньо. Вони звернулися до уряду з бажанням переселитися в інше місце. Уряд дав згоду на переселення до колонії Молочна і виділив їм землі по 65 десятин на родину. Це на річці Молочній, що впадає в Азовське море.
Коли закінчився термін 40 років, німці не стали приймати громадянство, а вирішили виїхати з Радичева. Вони переїхали спочатку в село Венгер (Пруси) на території Бахмацького району, а потім до Херсонської губернії і в інші місця. Частина німців виїхала відразу до Херсонської губернії. Німецька община виїхала з Радичева в 1842 році. На той час у них було 69 родин, які налічували 185 чоловіків і 199 жінок.
Одному радичівцю — Пузирю — вдалося перейняти німецьку майстерність виготовлення красивого посуду. Пузир заснував свою майстерню біля села над Десною і виготовляв художні вироби з глини, розписані і покриті поливою. На ці вироби був великий попит серед довколишнього населення. В Коропському історико-археологічному музеї знаходиться фрагмент кераміки — глечик з урочища «коло Пузира» над Десною, виготовлений Пузирем.
7 (20) листопада 1917 року, відповідно до Третього Універсалу Української Центральної Ради, увійшло до складу Української Народної Республіки.  

### Сучасність
12 червня 2020 року, відповідно до розпорядження Кабінету Міністрів України № 730-р «Про визначення адміністративних центрів та затвердження територій територіальних громад Чернігівської області», увійшло до складу Понорницької селищної громади.
19 липня 2020 року, в результаті адміністративно-територіальної реформи та ліквідації Коропського району, увійшло до складу Новгород-Сіверського району Чернігівської області.

## Цікаві факти
- Село примітно тим, що до середини 19 століття (1849) в ньому жили меноніти — група анабаптистських віруючих, вихідців з Німеччини, Чехії та Швейцарії. До цього вони компактно проживали в селі Вишеньки того ж повіту, після — переїхали в район річки Молочна і на Хортицю.
- В районі Радичева Десна розрізає крейдяну товщу в якій збереглася неймовірна кількість доісторичних закам'янілих молюсків — белемнітів. На картинках вони схожі на кальмарів, а насправді — на зуби величезного хижака. Їх часто називають зубами акули або чортовими пальцями. Тут же розташовані великі пагорби (Радичівські гори), найцікавішим із яких є Пузирева гора (із оглядовим майданчиком Мезинського НПП з якого відкривається фантастичний краєвид).

## Туризм
Нинішній Радичів потихеньку (хоч і мляво) перетворюється на осередок туризму. Тут вже створено кілька зелених садиб, а ще кілька заплановано. Є біля Радичева великий рекреаційний об'єкт — сучасний пансіонат «Десна».
Біля села знаходиться водне джерело «Новий міст».

## Люди
- Пузирі — родина українських майстрів кераміки XIX, початку XX століття.
- Мальцев Юрій Петрович (1966—2016) — старший солдат Збройних сил України, учасник російсько-української війни.